# Bin El Ouiden
Bin El Ouiden là một đô thị thuộc tỉnh Skikda, Algérie. Dân số thời điểm năm 2002 là 17.587 người.